# Toyota TF107
Der Toyota TF107 war der sechste Formel-1-Rennwagen von Toyota Racing.

## Renngeschichte
Der von Pascal Vasselon und Luca Marmorini konstruierte Wagen nahm an allen 17 Rennen der Formel-1-Weltmeisterschaft 2007 teil, wurde vom Deutschen Ralf Schumacher, sowie dem Italiener Jarno Trulli gesteuert und fuhr als beste Resultate zwei sechste Plätze heraus (Trulli beim Großen Preis der USA und Schumacher beim Großen Preis von Ungarn), wodurch das Team in seiner sechsten Saison die Konstrukteurswertung mit 13 Punkten auf dem sechsten Rang von elf beendete.
Es wurde der V8-Motor RVX-07 verwendet. Die Bereifung kam von Bridgestone.

## Lackierung und Sponsoring
Der TF107 ist überwiegend in Weiß und Rot lackiert. Es werben BMC, Bridgestone, Denso, EMC, Kingfisher, Panasonic und Time Inc. auf dem Fahrzeug.

## Ergebnisse
| Fahrer               | Nr.                  | 1 | 2  | 3  | 4   | 5  | 6   | 7   | 8   | 9   | 10  | 11 | 12 | 13 | 14 | 15  | 16  | 17 | Punkte | Rang |
| -------------------- | -------------------- | - | -- | -- | --- | -- | --- | --- | --- | --- | --- | -- | -- | -- | -- | --- | --- | -- | ------ | ---- |
| Formel-1-Saison 2007 | Formel-1-Saison 2007 |   |    |    |     |    |     |     |     |     |     |    |    |    |    |     |     |    | 13     | 6.   |
| R. Schumacher        | 11                   | 8 | 15 | 12 | DNF | 16 | 8   | DNF | 10  | DNF | DNF | 6  | 12 | 15 | 10 | DNF | DNF | 11 | 13     | 6.   |
| J. Trulli            | 12                   | 9 | 7  | 7  | DNF | 15 | DNF | 6   | DNF | DNF | 13  | 10 | 16 | 11 | 11 | 13  | 13  | 8  | 13     | 6.   |

| Legende  | Legende            | Legende                                                          |
| Farbe    | Abkürzung          | Bedeutung                                                        |
| -------- | ------------------ | ---------------------------------------------------------------- |
| Gold     | –                  | Sieg                                                             |
| Silber   | –                  | 2. Platz                                                         |
| Bronze   | –                  | 3. Platz                                                         |
| Grün     | –                  | Platzierung in den Punkten                                       |
| Blau     | –                  | Klassifiziert außerhalb der Punkteränge                          |
| Violett  | DNF                | Rennen nicht beendet (did not finish)                            |
| Violett  | NC                 | nicht klassifiziert (not classified)                             |
| Rot      | DNQ                | nicht qualifiziert (did not qualify)                             |
| Rot      | DNPQ               | in Vorqualifikation gescheitert (did not pre-qualify)            |
| Schwarz  | DSQ                | disqualifiziert (disqualified)                                   |
| Weiß     | DNS                | nicht am Start (did not start)                                   |
| Weiß     | WD                 | zurückgezogen (withdrawn)                                        |
| Hellblau | PO                 | nur am Training teilgenommen (practiced only)                    |
| Hellblau | TD                 | Freitags-Testfahrer (test driver)                                |
| ohne     | DNP                | nicht am Training teilgenommen (did not practice)                |
| ohne     | INJ                | verletzt oder krank (injured)                                    |
| ohne     | EX                 | ausgeschlossen (excluded)                                        |
| ohne     | DNA                | nicht erschienen (did not arrive)                                |
| ohne     | C                  | Rennen abgesagt (cancelled)                                      |
| ohne     | keine WM-Teilnahme |                                                                  |
| sonstige | P/fett             | Pole-Position                                                    |
| sonstige | 1/2/3/4/5/6/7/8    | Punktplatzierung im Sprint-/Qualifikationsrennen                 |
| sonstige | SR/kursiv          | Schnellste Rennrunde                                             |
| sonstige | *                  | nicht im Ziel, aufgrund der zurückgelegten Distanz aber gewertet |
| sonstige | ()                 | Streichresultate                                                 |
| sonstige | unterstrichen      | Führender in der Gesamtwertung                                   |